# Cala'n Bosch
Cala'n Bosch är en ort i Spanien.   Den ligger i regionen Balearerna, i den östra delen av landet, 600 km öster om huvudstaden Madrid. Cala'n Bosch ligger 8 meter över havet och antalet invånare är 188. Den ligger på ön Menorca.
Terrängen runt Cala'n Bosch är platt. Havet är nära Cala'n Bosch åt sydväst.  Närmaste större samhälle är Ciutadella, 8,2 km norr om Cala'n Bosch. 